# Populus schneideri
Populus schneideri là một loài thực vật có hoa trong họ Liễu. Loài này được (Rehder) N. Chao miêu tả khoa học đầu tiên năm 1985.